# Rhodospatha densinervia
Rhodospatha densinervia Engl. & K.Krause – gatunek wieloletnich, wiecznie zielonych pnączy z rodziny obrazkowatych, pochodzących z obszaru od Kolumbii do Ekwadoru, zasiedlających wilgotne lasy równikowe.